# Majid Tavakoli

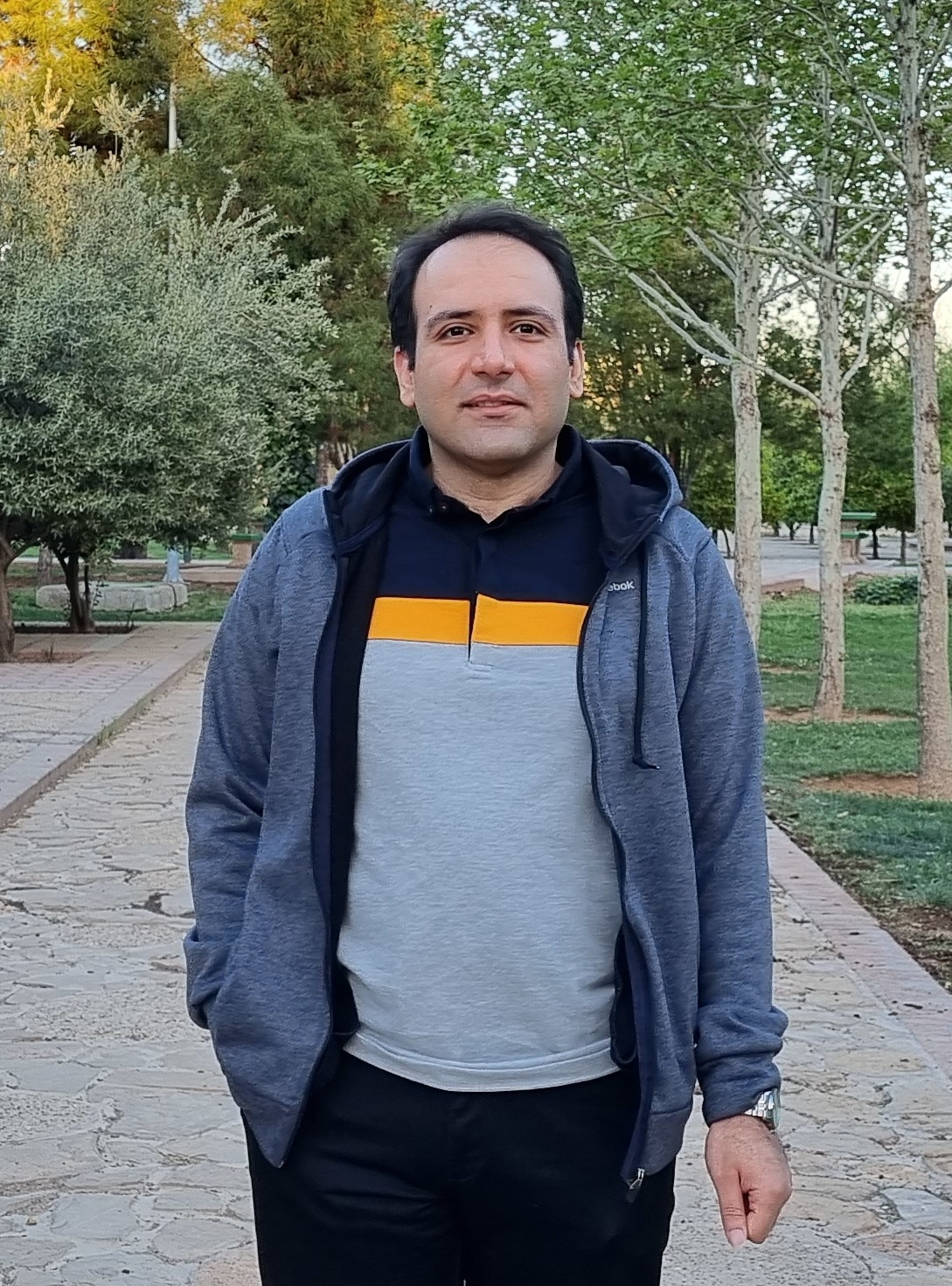

Majid Tavakoli (en persa: مجید توکلی, nacido en 1986, Shiraz, Irán) es un destacado líder estudiantil iraní, activista de derechos humanos y preso político. Es miembro de la Asociación Islámica de la Universidad Tecnológica Amir Kabir, donde estudió construcción naval. Ha sido arrestado por lo menos tres veces por el ministerio iraní de Inteligencia. La más reciente, el 7 de diciembre de 2009, durante las protestas estudiantiles por las controvertidas elecciones presidenciales de 2009 y se encuentra actualmente recluido en la cárcel de Evin.

## Expulsión de la Universidad
En noviembre de 2006, Majid fue expulsado de Universidad Amir Kabir debido a unas publicaciones críticas con el gobierno de Mahmoud Ahmadinejad y su gestión de la Universidad. Ante la imposibilidad de continuar sus estudios, Majid y sus compañeros Abbas Hakimzadeh y Ali Azizi, realizan una sentada a la entrada de la Universidad en señal de protesta. Dicho acto fue reprimido de manera violenta por parte del Basij, organización paramilitar al servicio del  Líder Supremo, pese a la oposición de los estudiantes que allí se encontraban.

## Arresto
Tavakoli fue detenido el 7 de diciembre de 2009 después de pronunciar un discurso de protesta ante una multitud en la Universidad Tecnológica Amir Kabir en el Día Nacional del Estudiante. Después de su arresto, las agencias de noticias Fars y Raja News publicaron fotos de Tavakoli cubierto por un (femenino) chador, tomadas mientras se encontraba bajo arresto, alegando que Tavakoli intentó evitar la detención vistiéndose con «ropa de mujer».
Sin embargo, según activistas de derechos humanos los testigos presentes en el momento de su detención han negado todas las noticias publicadas por los medios de comunicación controlados por el régimen de Ahmadineyad y afirmaron que Tavakoli fue golpeado y lesionado durante el arresto. El bloguero Mojtaba Samienejad afirma que lo obligaron a ponerse el chador las fuerzas de seguridad para desacreditarlo y ridiculizarlo. En su informe, la agencia de noticias Fars había comparado a Tavakoli con el expresidente Bani Sadr, que de acuerdo a una antigua declaración, iba vestido de mujer mientras escapaba de Irán.
En solidaridad con Tavakoli, cientos de iraníes varones han publicado fotos de sí mismos con atuendo femenino en varios sitios web, dentro de la «Campaña de hombres con hiyab» o «Yo soy Majid». La campaña hacía un llamamiento para poner fin a los malos tratos de los prisioneros iraníes, incluyendo a Tavakoli. Algunos de los lectores del sitio web también ven en la campaña un gesto de solidaridad con las mujeres iraníes, que se ven obligadas por la ley a llevar el hiyab.
Majid Tavakoli ya había sido detenido varias veces antes de la actual encarcelación, también en relación con el ejercicio pacífico de su derecho a la libertad de expresión. En mayo de 2007, cuando estudiaba construcción de barcos en la universidad Amir Kabir, Majid y otros estudiantes fueron arrestados. Él y otros estudiantes fueron supuestamente torturados durante su custodia para extraer “confesiones”. El 16 de octubre de 2007, Majid Tavakoli fue sentenciado por el Tribunal Revolucionario a 3 años de cárcel, mientras que los otros estudiantes recibieron condenas de 2 años y dos años y medio de prisión bajo las acusaciones de difundir imágenes contra el islam y propaganda contra el estado.